# Ayherre
Ayherre [ajɛʁ] est une commune française située dans le département des Pyrénées-Atlantiques, en région Nouvelle-Aquitaine.

## Géographie

### Localisation
La commune d'Ayherre se trouve dans le département des Pyrénées-Atlantiques, en région Nouvelle-Aquitaine.
Elle se situe à 106 km par la route de Pau, préfecture du département, à 29 km de Bayonne, sous-préfecture, et à 26 km de Saint-Palais, bureau centralisateur du canton du Pays de Bidache, Amikuze et Ostibarre dont dépend la commune depuis 2015 pour les élections départementales.
La commune fait en outre partie du bassin de vie de Hasparren.
Les communes les plus proches sont : 
Bonloc (2,8 km), Hasparren (4,2 km), La Bastide-Clairence (4,2 km), Isturits (4,9 km), Mendionde (6,8 km), Saint-Martin-d'Arberoue (7,0 km), Saint-Esteben (7,0 km), Macaye (8,2 km).
Sur le plan historique et culturel, Ayherre fait partie de la province de la Basse-Navarre, un des sept territoires composant le Pays basque,. La Basse-Navarre en est la province la plus variée en ce qui concerne son patrimoine, mais aussi la plus complexe du fait de son morcellement géographique. Depuis 1999, l'Académie de la langue basque ou Euskalzaindia divise la Basse-Navarre en six zones,. La commune est dans le pays d’Arberoue (Arberoa), au nord-ouest de ce territoire.

### Communes limitrophes
Les communes limitrophes sont  Bonloc, Hasparren, Hélette, Isturits, La Bastide-Clairence, Mendionde, Orègue et Saint-Esteben.
| Hasparren | La Bastide-Clairence | Orègue        |
| Bonloc    | Ayherre              | Isturits      |
| Mendionde | Hélette              | Saint-Esteben |

### Hydrographie

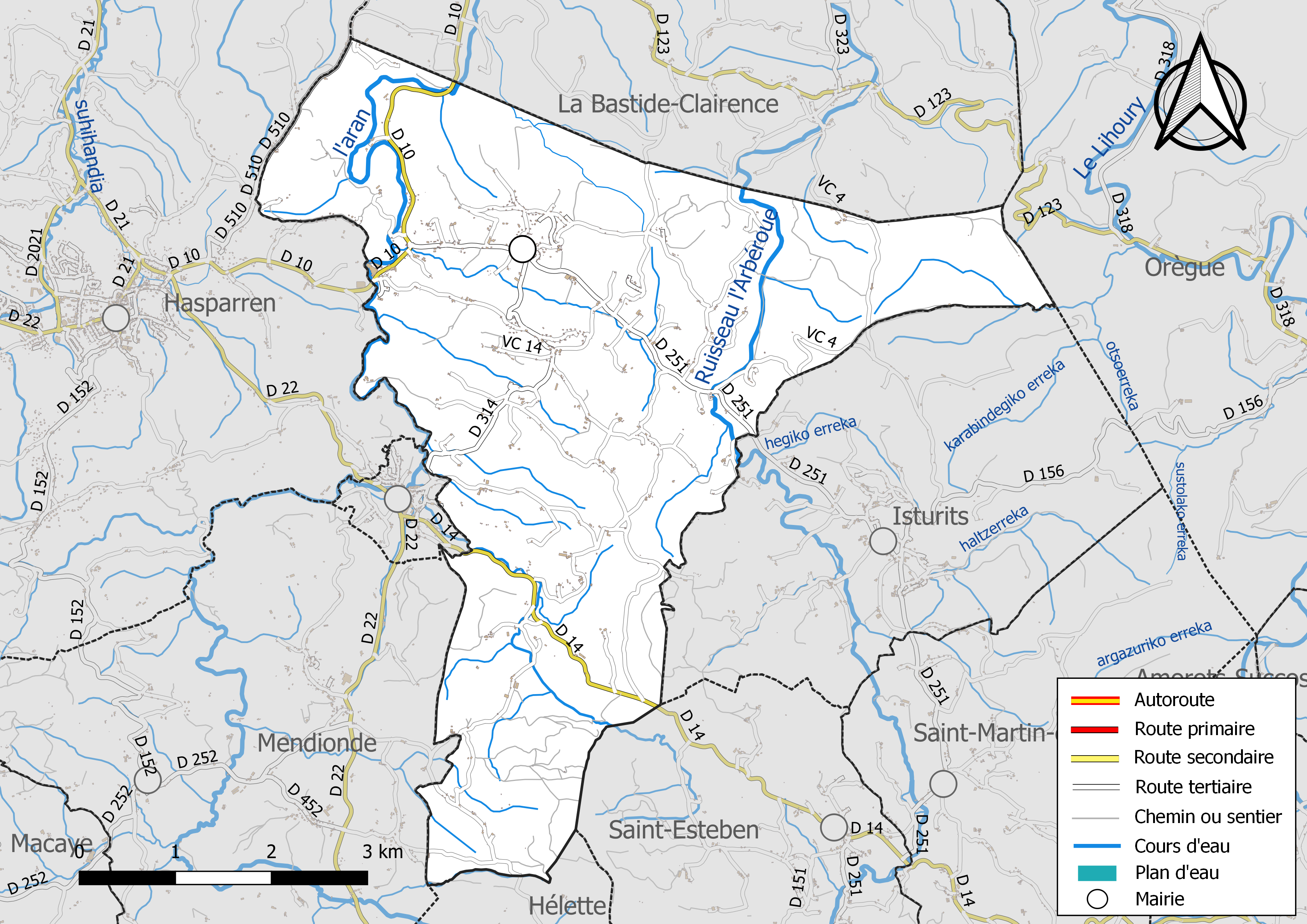
Réseaux hydrographique et routier d'Ayherre.

La commune, située dans le bassin versant de l’Adour, est traversée par la Joyeuse et son affluent, le Garraldako erreka, ainsi que par le ruisseau Arbéroue.
Selon Paul Raymond, L'Ahounbiscardéguy est un ruisseau qui prend sa source sur la commune et qui rejoint la Joyeuse près de La Bastide-Clairence. Il mentionne également le Luku (ou Lucu) et l’Uhartia, autres tributaires de la Joyeuse, ainsi que le Berho, un affluent de l’Arbéroue.

### Climat
Pour des articles plus généraux, voir Climat de la Nouvelle-Aquitaine et Climat des Pyrénées-Atlantiques.
Historiquement, la commune est exposée à un micro climat océanique basque.  
En 2020, Météo-France publie une typologie des climats de la France métropolitaine dans laquelle la commune est exposée à un climat de montagne et est dans la région climatique Pyrénées atlantiques, caractérisée par une pluviométrie élevée (>1 200 mm/an) en toutes saisons, des hivers très doux (7,5 °C en plaine) et des vents faibles.
Pour la période 1971-2000, la température annuelle moyenne est de 13,7 °C, avec une amplitude thermique annuelle de 13,2 °C. Le cumul annuel moyen de précipitations est de 1 440 mm, avec 12,6 jours de précipitations en janvier et 8,5 jours en juillet. Pour la période 1991-2020, la température moyenne annuelle observée sur la station météorologique la plus proche, située sur la commune de Bidache à 14 km à vol d'oiseau, est de 14,5 °C et le cumul annuel moyen de précipitations est de 1 455,6 mm,. Pour l'avenir, les paramètres climatiques de la commune estimés pour 2050 selon différents scénarios d’émission de gaz à effet de serre sont consultables sur un site dédié publié par Météo-France en novembre 2022.

### Milieux naturels et biodiversité

#### Réseau Natura 2000
Le réseau Natura 2000 est un réseau écologique européen de sites naturels d'intérêt écologique élaboré à partir des Directives « Habitats » et « Oiseaux », constitué de zones spéciales de conservation (ZSC) et de zones de protection spéciale (ZPS).
Deux sites Natura 2000 ont été définis sur la commune au titre de la « directive Habitats », : 
- « la Joyeuse (cours d'eau) », d'une superficie de 1 444 ha, un réseau hydrographique des coteaux basques[22] ;
- « la Bidouze (cours d'eau) », d'une superficie de 2 570 ha, un vaste réseau hydrographique drainant les coteaux du Pays basque[23].

#### Zones naturelles d'intérêt écologique, faunistique et floristique
L’inventaire des zones naturelles d'intérêt écologique, faunistique et floristique (ZNIEFF) a pour objectif de réaliser une couverture des zones les plus intéressantes sur le plan écologique, essentiellement dans la perspective d’améliorer la connaissance du patrimoine naturel national et de fournir aux différents décideurs un outil d’aide à la prise en compte de l’environnement dans l’aménagement du territoire.
Deux ZNIEFF de type 2 sont recensées sur la commune, : 
- les « landes, bois et prairies du Pays de Mixe » (1 739,31 ha), couvrant 9 communes du département[25] ;
- les « landes de l'Arberoue » (3 685,26 ha), couvrant 5 communes du département[26].

## Urbanisme

### Typologie
Au 1er janvier 2024, Ayherre est catégorisée commune rurale à habitat dispersé, selon la nouvelle grille communale de densité à sept niveaux définie par l'Insee en 2022.
Elle est située hors unité urbaine. Par ailleurs la commune fait partie de l'aire d'attraction de Bayonne (partie française), dont elle est une commune de la couronne,. Cette aire, qui regroupe 56 communes, est catégorisée dans les aires de 200 000 à moins de 700 000 habitants,.

### Occupation des sols

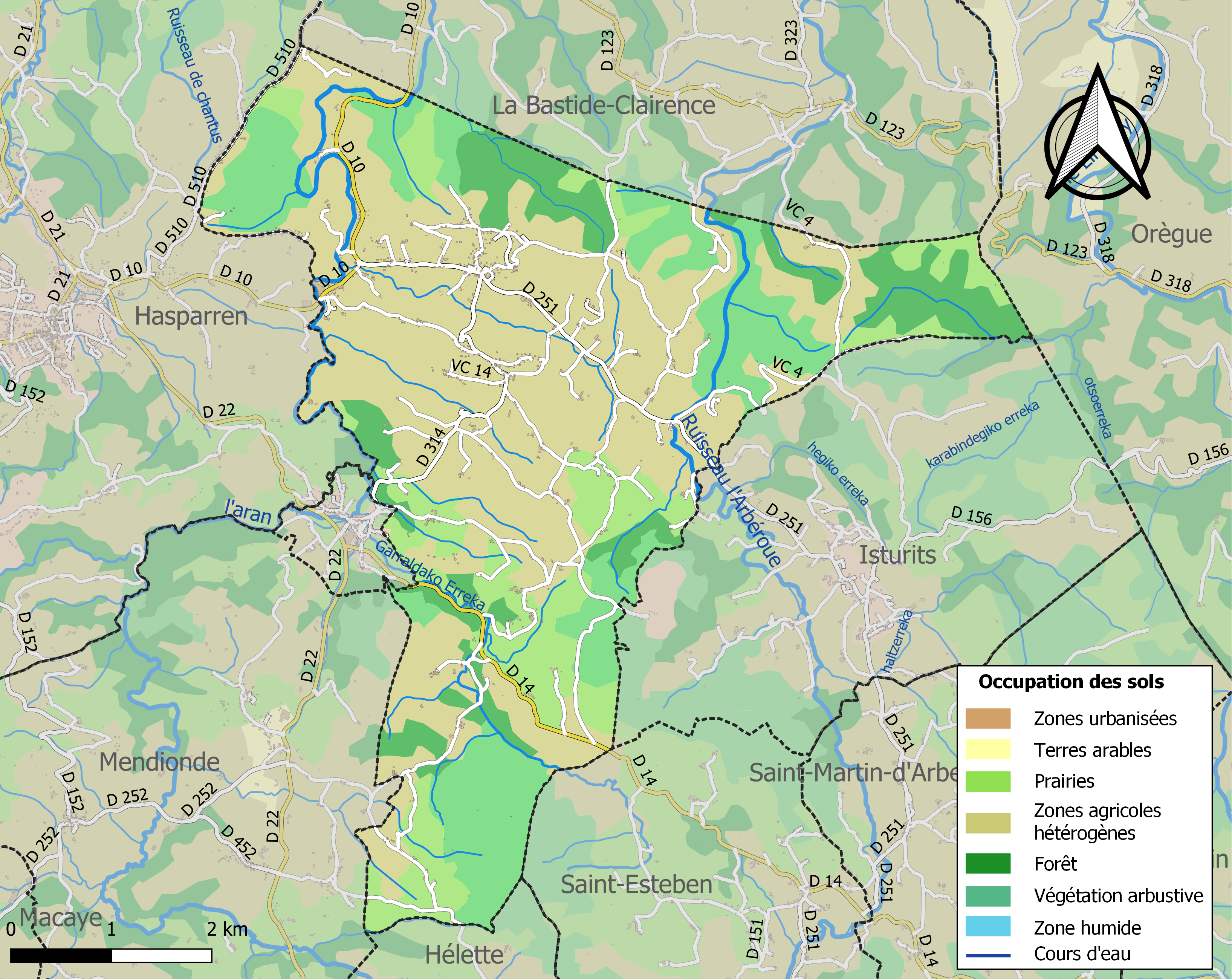
Carte des infrastructures et de l'occupation des sols de la commune en 2018 (CLC).

L'occupation des sols de la commune, telle qu'elle ressort de la base de données européenne d’occupation biophysique des sols Corine Land Cover (CLC), est marquée par l'importance des territoires agricoles (69,3 % en 2018), une proportion sensiblement équivalente à celle de 1990 (69,9 %). La répartition détaillée en 2018 est la suivante : 
zones agricoles hétérogènes (53,6 %), milieux à végétation arbustive et/ou herbacée (18,9 %), prairies (15,7 %), forêts (11,8 %). L'évolution de l’occupation des sols de la commune et de ses infrastructures peut être observée sur les différentes représentations cartographiques du territoire : la carte de Cassini (XVIIIe siècle), la carte d'état-major (1820-1866) et les cartes ou photos aériennes de l'IGN pour la période actuelle (1950 à aujourd'hui).

### Lieux-dits et hameaux
Sept quartiers composent la commune d'Ayherre :
- Menta de Hardoia, Zokoa et Apahiri, ;
- Eglise de Zokoa et d'Ahunzbizkardegi ;
- Erketa ;
- Uras Haindea ;
- Apahiri ;
- Hergaitz ;
- Bildarraitz.

Quelques lieudits d'après les cartes IGN :
- Abarratia[32]
- Ahounsbiscardeguy[10],[12]
- Aguerréa[10] (3 lieux-dits)
- Aguerréko Borda[10]
- Ainguéroutéguia[10]
- Andérétéguia[10]
- Apairi[10],[12] ou Apahiri, de Apʰara-hiri
- Apézénéa[10]
- Apeztéguia[10]
- Archidukénia[10]
- Arduarria[10]
- Arkhia[10]
- Arramendy[10]
- Arraydua[10]
- Auchotéa[10]
- Ayherregaraya[10]
- Ballade Etcheberry[10]
- Barné Uhartia[10],[12]
- Béhibidia[10]
- Belzunce[10],[12]
- Berhéta[10]
- Berhétako Borda[10]
- Berhoa[10],[12]
- Bicaldéguy[10]
- Bichartéa[10]
- Bidartéa[10]
- Bidegain Etchetoa[10]
- Bidegainia[10]
- Bildaraitz ou Bildarraitz[33]
- Bordalanda[10]
- Buztingorria[10]
- Celhaya[10]
- Chapitalborda[10],[12]
- Chapitalia (moulin)[10]
- Chedarria[10]
- Chelhaya[10]
- Chocoa[10]
- Courtaut[10]
- Currioléko Borda[10]
- Curutzaldéa[10]
- Egyptoa[10]
- Erketa[10]
- Erregnétéa[10]
- Errékahoua[10]
- Errékartéa[10]
- Espertatea[10]
- Estekatea[10]
- Etchartéa[10]
- Etchébarnéko Borda[10]
- Etchébazterréa[10]
- Etchébéhéréa[10],[12]
- Etchébéhéreko Borda[10]
- Etchéberria[10] (2 lieux-dits)
- Etcheberriko Borda[10]
- Etchéberstia[10]
- Etchéchouria[10]
- Etchégaraya[10]
- Etchégoïnéa[10]
- Etchénika[10]
- Etchenikako Borda[10]
- Etchéparéa[10]
- Etchétipia[10]
- Etchetoa[10]
- Eyhéra[10]
- Ezpildéa[10]
- Ferminéko Borda[10]
- Fermirénéa[10]
- Gandaramendia[10]
- Gandéramendiko Borda[10]
- Garralda[10]
- Gauhetchia[10]
- Granya[10]
- Granyagaraya[10]
- Haranbilléta[10]
- Haranburua[10]
- Haranéa[10]
- Harréguia[10]
- Harriéta[10]
- Harriétako Borda[10]
- Hastoya[10]
- Hégoa[10]
- Hergaitz[12],[10]
- Hiriartéa[10]
- Ichuria[10]
- Idiartéa[10]
- Idigoïnia[10]
- Ilharindéguia[10]
- Ipoutsaguerria[10]
- Irachiloa[10]
- Irazabalia[10]
- Iriart Urrutia[10]
- Iribarnéa[10]
- Iriberria[10]
- Issouribeherea[10]
- Jauberria[10] (2 lieux-dits)
- Jaungaztenia[10]
- Jelossia[10]
- Kintalénéa[10]
- Kitendéa[10]
- Larrégaïnia[10]
- Larzabaléa[10]
- Leichorrénéa[10]
- Létouatéguia[10]
- Lohichundéa[10]
- Londaits[10],[12]
- Londaitsbehere[10]
- Londaïtzberria[10]
- Londaitzekoborda[10]
- Lukua[10],[12]
- Lur Berry[10]
- Manéchéka Borda[10]
- Manéchénéa[10]
- Mayartéguia[10]
- Mendia[10]
- Mendiberria[10]
- Mendiburua[10]
- Mendigorria[10],[12]
- Mendilarréa[10]
- Menta[10]
- Mentaberria[10]
- Mentachiloa[10]
- Mignotéguia[10]
- Négutéa[10]
- Notariaénia[10]
- Ourriola[10]
- Oyhana[10]
- Oyharartéa[10]
- Oyharitzéa[10]
- Oyharitséko Borda[10]
- Patindeya[10]
- Peña[10]
- Petchitea[10]
- Pipitea[10]
- Pompochénéa[10]
- Sallaberryborda[10]
- Sarcabaleko Borda[10]
- Sarhigaïnéa[10]
- Tuturrutéguia[10]
- Uhaldéa[10]
- Urgorria[10]
- Urquéta[10]
- Zabaloa[10]
- Zabalza[10]
- Zaliotéguia[10]
- Zokoa[10]

### Voies de communication et transports
La commune est desservie par les routes départementales D 10, D 14, D 251, D 314 et D 510.

### Risques majeurs
Le territoire de la commune d'Ayherre est vulnérable à différents aléas naturels : météorologiques (tempête, orage, neige, grand froid, canicule ou sécheresse), inondations, feux de forêts, mouvements de terrains et séisme (sismicité moyenne). Un site publié par le BRGM permet d'évaluer simplement et rapidement les risques d'un bien localisé soit par son adresse soit par le numéro de sa parcelle.
Certaines parties du territoire communal sont susceptibles d’être affectées par le risque d’inondation par une crue torrentielle ou à montée rapide de cours d'eau, notamment l'Arbéroue et l'Aran. La commune a été reconnue en état de catastrophe naturelle au titre des dommages causés par les inondations et coulées de boue survenues en 1982, 1983 et 2009,.
Ayherre est exposée au risque de feu de forêt. En 2020, le premier plan de protection des forêts contre les incendies (PDPFCI) a été adopté pour la période 2020-2030. La réglementation des usages du feu à l’air libre et les obligations légales de débroussaillement dans le département des Pyrénées-Atlantiques font l'objet d'une consultation de public ouverte du 16 septembre au 7 octobre 2022,.
Les mouvements de terrains susceptibles de se produire sur la commune sont des affaissements et effondrements liés aux cavités souterraines (hors mines). Afin de mieux appréhender le risque d’affaissement de terrain, un inventaire national permet de localiser les éventuelles cavités souterraines sur la commune.

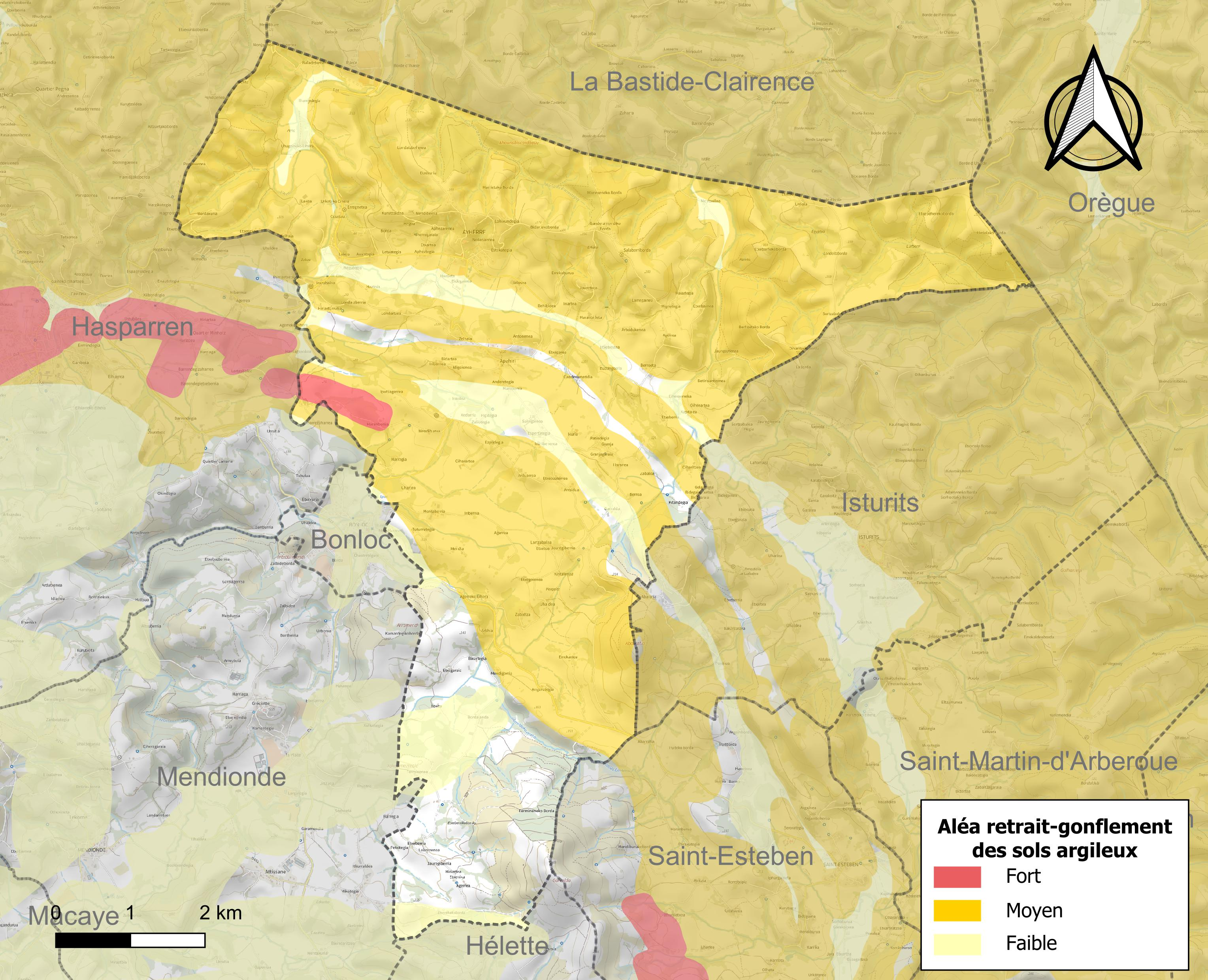
Carte des zones d'aléa retrait-gonflement des sols argileux d'Ayherre.

Le retrait-gonflement des sols argileux est susceptible d'engendrer des dommages importants aux bâtiments en cas d’alternance de périodes de sécheresse et de pluie. 76,1 % de la superficie communale est en aléa moyen ou fort (59 % au niveau départemental et 48,5 % au niveau national). Depuis le 1er octobre 2020, en application de la loi ELAN, différentes contraintes s'imposent aux vendeurs, maîtres d'ouvrages ou constructeurs de biens situés dans une zone classée en aléa moyen ou fort,.

## Toponymie

### Attestations anciennes
Le toponyme Ayherre apparaît sous les formes 
sancti petri de ilarre (1236), 
San Per de Aiherre (1321, titres de la Camara de Comptos), 
ayherra (1344), 
ayheRe (1350), 
Ajarra (1513, titres de Pampelune), 
Ahyerie (1754, collations du diocèse de Bayonne) et 
Aiherre (1793 ou an II).

### Étymologie
Selon Jean-Baptiste Orpustan, le toponyme provient du basque aiherr (« versant, penchant »), donnant donc « lieu en pente ».

### Autres toponymes
L’Ahounbiscardéguy est un hydronyme désignant un ruisseau prenant sa source sur la commune et qui rejoint la Joyeuse près de La Bastide-Clairence. Il est mentionné sous la graphie Ahunbiscardéguy en 1863, « lieu du dos de la chèvre ».
Apairi est un ancien hameau d’Ayherre mentionné en 1863 sous la graphie Apahiri.
Aphara est une ancienne ferme de la commune, citée par le dictionnaire topographique de 1863 et attestée sous la forme Apara en 1621 (Martin Biscay).
Le toponyme Bildarraitz mentionné par Jean-Baptiste Orpustan  apparaît sous les graphies 
beldarais (1249), 
bildarays (1350), 
bildarraiz (1413), 
Bildariz (1513, titres de Pampelune) et 
Bildarraïts (1863). Il s’agissait au Moyen Âge d'un écart indépendant, sans église, ayant son propre conseil, ainsi qu’une demi-douzaine de maisons ayant été anoblies en 1435. Le toponyme pourrait être la résultante de bil- « ensemble » ou « lieu de forme arrondie » et de araitz « prunellier, épineux », voire « églantier ».
Le château de Belzunce est un ancien fief relevant du royaume de Navarre appartenant à la famille de Belzunce. Il en est fait mention sous les graphies 
Belçunze et Belzunce (1384 pour les deux formes, collection Duchesne volume CXV), 
Velçunce et Balzunze (1621 pour les deux formes, Martin Biscay) et 
Belsunce (1863, dictionnaire topographique Béarn-Pays basque).
Berhoa est un hydronyme qui désigne un ruisseau, signalé sous la graphie Berho en 1863, qui arrose Ayherre et se jette dans l’Arbéroue.
Chapitalborda désigne une ferme, déjà mentionnée en 1621 (Chapitel, Martin Biscay) et 1863 (Chapital).
Etchebarnia est une ferme d’Ayherre, ancien fief vassal du royaume de Navarre, créé en 1435 (Echabarne dans les titres de Pampelune à cette même date), tout comme la ferme Etchebéhère (Echevehere dans les titres de Pampelune en 1435, autre fief relevant du royaume de Navarre).
Le hameau Esquéta est mentionné par le dictionnaire de 1863.
Hergaitz désignait un lieu de pèlerinage (la croix d'Ergaïts) en 1863.
Le toponyme Londaïtz apparaît sous la forme 
Londayz (1621, Martin Biscay).
Lukua est un hydronyme désignant le ruisseau Luku, également orthographié Lucu en 1863, affluent de la Joyeuse.
Mendigorria est une ferme mentionnée en 1621 (Mendigorria, Martin Biscay) et 1863 (Mendigorry). Ce fief était vassal du royaume de Navarre.
La Place était un hameau d’Ayherre cité en 1863.
L’Uhartea (cité en 1863) est un hydronyme désignant un tributaire de la Joyeuse.

### Graphie basque
Son nom basque actuel est Aiherra.

## Histoire
Le 18 mars 1450, le Labourd revint à la couronne française, après la signature du traité de paix au château de Belzunce à Ayherre, marquant la fin de l'influence anglaise dans la région. Ce jour-là, les représentants du Labourd firent leur soumission, et moyennant le paiement de 2 000 écus d'or, garanti par la rétention de dix otages, ils purent conserver leurs privilèges.

## Politique et administration

### Liste des maires
| Période                                  | Période                | Identité               | Étiquette | Qualité                     |
| ---------------------------------------- | ---------------------- | ---------------------- | --------- | --------------------------- |
| av.1962                                  | ?                      | René Ospital           | MRP       | Employé, conseiller général |
| 1995                                     | 2014                   | Jean-Paul Basterretche | DVD       |                             |
| 2011                                     | En cours (au mai 2020) | Arnaud Gastambide      | EH Bai,   |                             |
| Les données manquantes sont à compléter. |                        |                        |           |                             |

### Intercommunalité
La commune participe à cinq structures intercommunales :
- la communauté d'agglomération du Pays Basque ;
- le syndicat AEP de l'Arberoue ;
- le syndicat d’assainissement Adour-Ursuia ;
- le syndicat d’énergie des Pyrénées-Atlantiques ;
- le syndicat intercommunal pour la réalisation d'une maison de retraite dans la vallée de l'Arberoue ;

## Population et société

### Démographie
Le nom des habitants est Aihertar,.
La déclaration de biens de 1749 dénombre 162 feux à Ayherre (130 feux du tiers état, un curé, deux membres de la noblesse (Arcangues et Belsunce) et 29 non propriétaires).
L'évolution du nombre d'habitants est connue à travers les recensements de la population effectués dans la commune depuis 1793. Pour les communes de moins de 10 000 habitants, une enquête de recensement portant sur toute la population est réalisée tous les cinq ans, les populations de référence des années intermédiaires étant quant à elles estimées par interpolation ou extrapolation. Pour la commune, le premier recensement exhaustif entrant dans le cadre du nouveau dispositif a été réalisé en 2005.

En 2022, la commune comptait 1 133 habitants, en évolution de +9,47 % par rapport à 2016 (Pyrénées-Atlantiques : +3,78 %, France hors Mayotte : +2,11 %).
| 1793  | 1800  | 1806  | 1821  | 1831  | 1836  | 1841  | 1846  | 1851  |
| ----- | ----- | ----- | ----- | ----- | ----- | ----- | ----- | ----- |
| 1 410 | 1 502 | 1 500 | 1 454 | 1 513 | 1 522 | 1 607 | 1 731 | 1 671 |

| 1856  | 1861  | 1866  | 1872  | 1876  | 1881  | 1886  | 1891  | 1896  |
| ----- | ----- | ----- | ----- | ----- | ----- | ----- | ----- | ----- |
| 1 619 | 1 507 | 1 505 | 1 508 | 1 490 | 1 392 | 1 244 | 1 157 | 1 153 |

| 1901  | 1906  | 1911  | 1921  | 1926 | 1931 | 1936  | 1946 | 1954 |
| ----- | ----- | ----- | ----- | ---- | ---- | ----- | ---- | ---- |
| 1 193 | 1 161 | 1 127 | 1 028 | 951  | 952  | 1 027 | 969  | 854  |

| 1962 | 1968 | 1975 | 1982 | 1990 | 1999 | 2005 | 2006 | 2010 |
| ---- | ---- | ---- | ---- | ---- | ---- | ---- | ---- | ---- |
| 842  | 810  | 765  | 812  | 791  | 841  | 955  | 952  | 987  |

| 2015  | 2020  | 2022  | - | - | - | - | - | - |
| ----- | ----- | ----- | - | - | - | - | - | - |
| 1 034 | 1 120 | 1 133 | - | - | - | - | - | - |

### Enseignement
La commune dispose de deux écoles : l'école élémentaire publique et l'école primaire privée Immaculée-Conception. Ces deux écoles proposent un enseignement bilingue français-basque à parité horaire.
La commune dispose de deux écoles primaires, l'école du bourg et l'école privée de l'Immaculée-Conception.

### Manifestations culturelles et festivités
À l'origine, les fêtes patronales Herriko pestak étaient célébrées en l'honneur de saint Pierre, patron du village (29 juin). En 2017 elles ont eu lieu du 16 au 19 juin.

## Économie

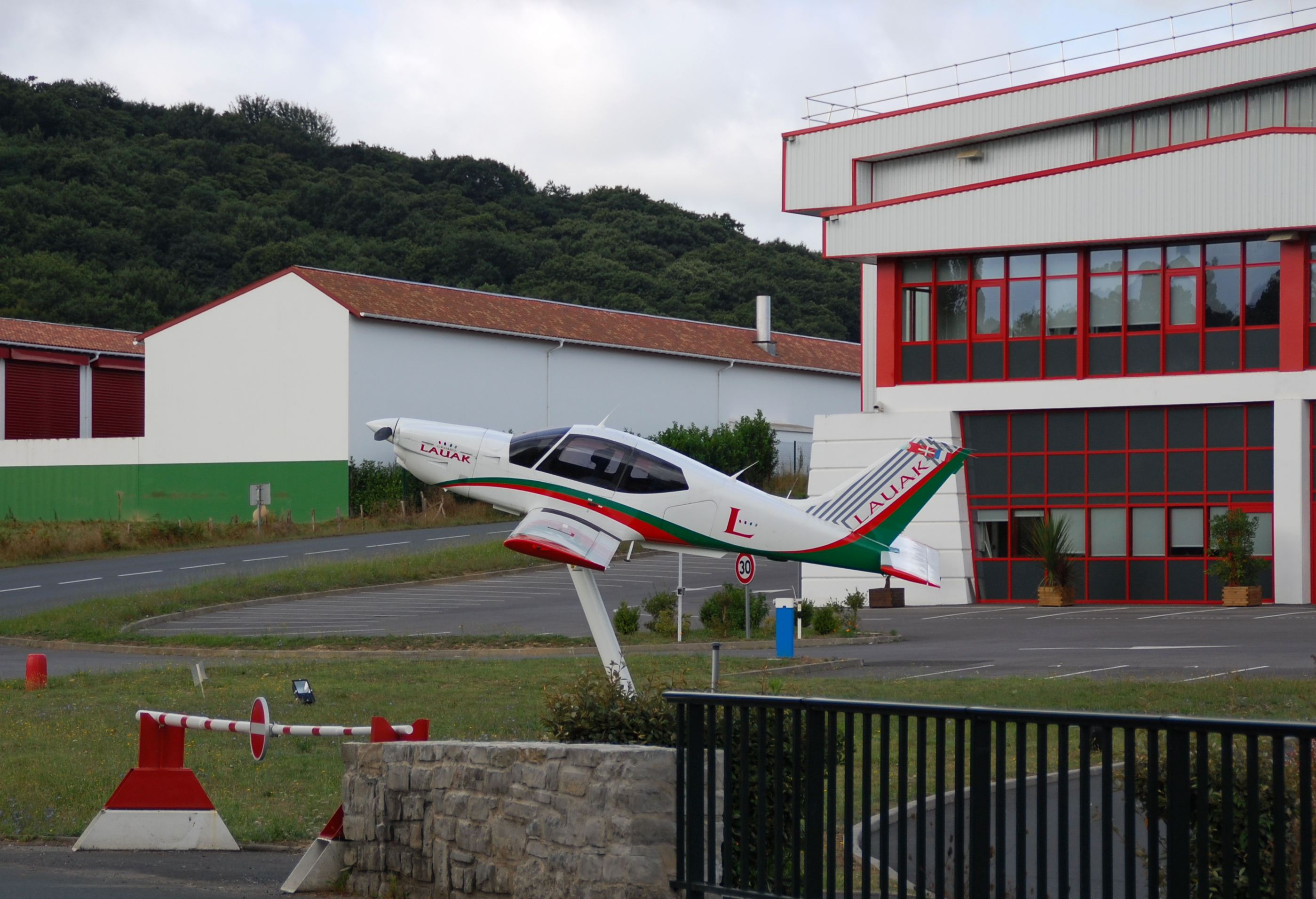
Le groupe Lauak.

L'activité de la commune est principalement agricole. La commune fait partie de la zone d'appellation de l'ossau-iraty.
La société Lauak Aerostructures France (industries de l'aéronautique et de l'espace) est installée dans la zone artisanale d'Ayherre.
Le moulin d'Uhagun sur l'Aran, datant du XIXe siècle, a été transformé en centrale hydroélectrique.

## Culture locale et patrimoine

### Lieux et monuments

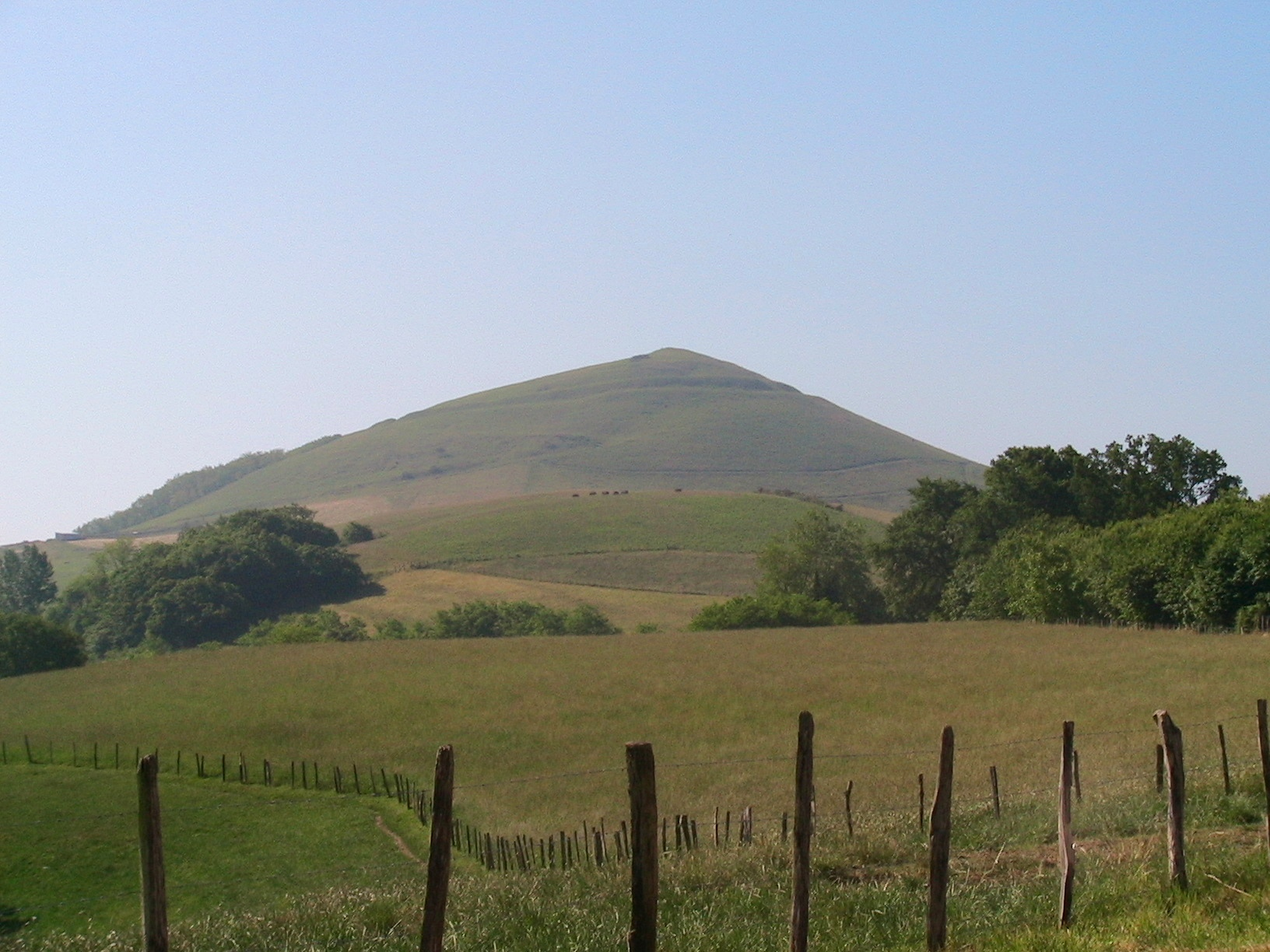
L'Abarratia est un gaztelu zahar à trois gradins, situé sur la commune d'Ayherre, qui contrôle le passage entre Labourd et Basse-Navarre.
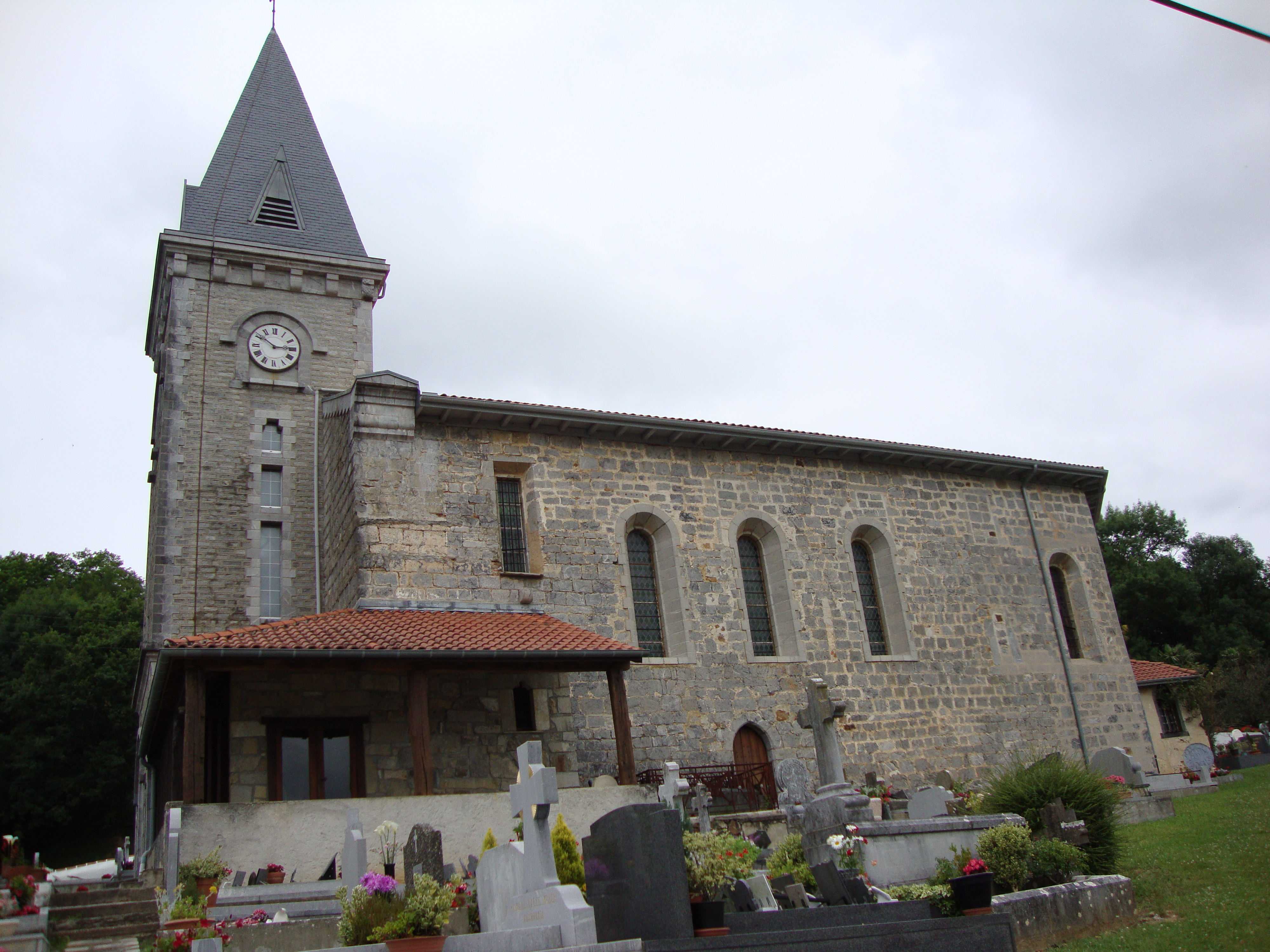
L'église Saint-Pierre.
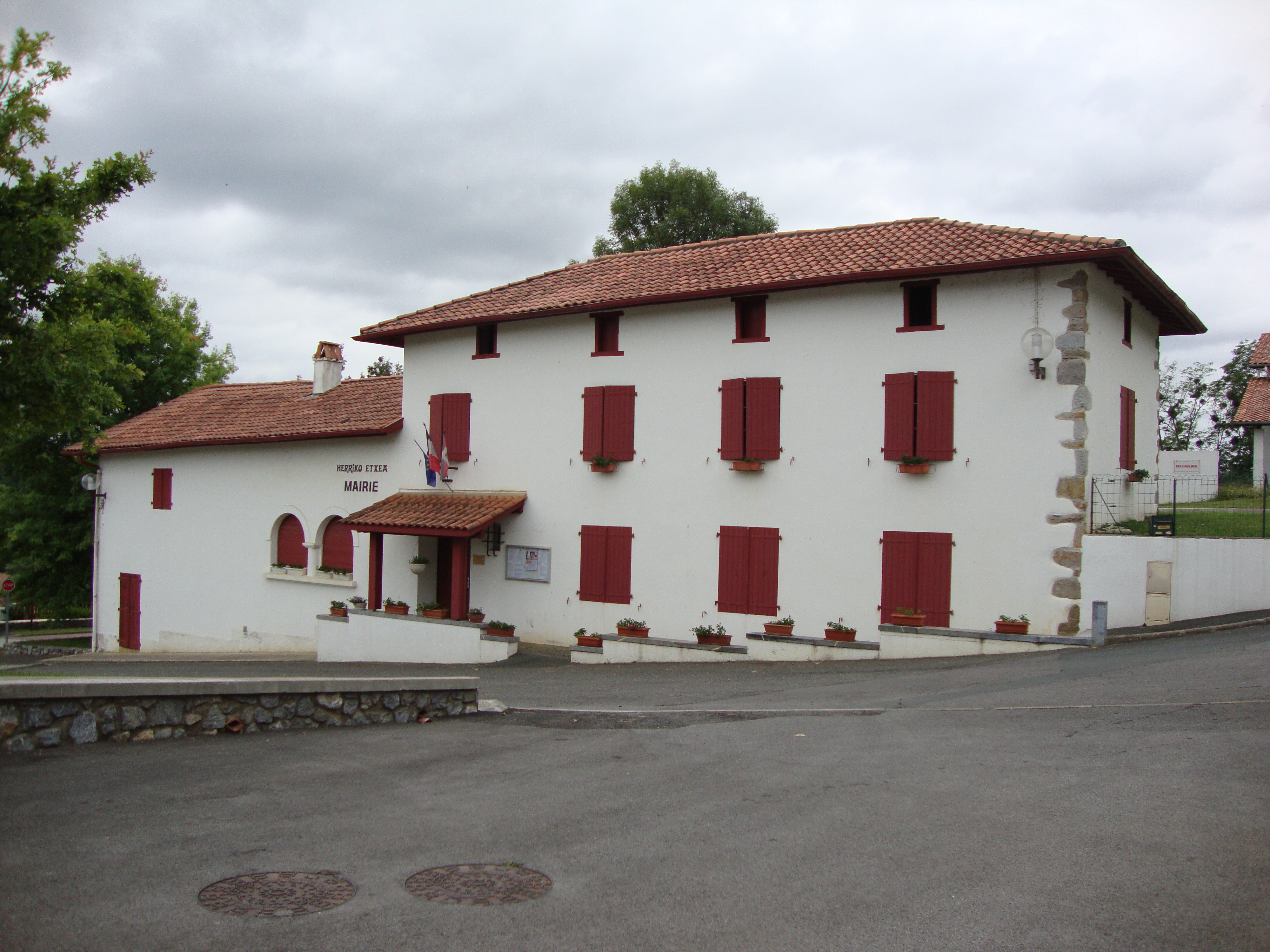
La mairie.
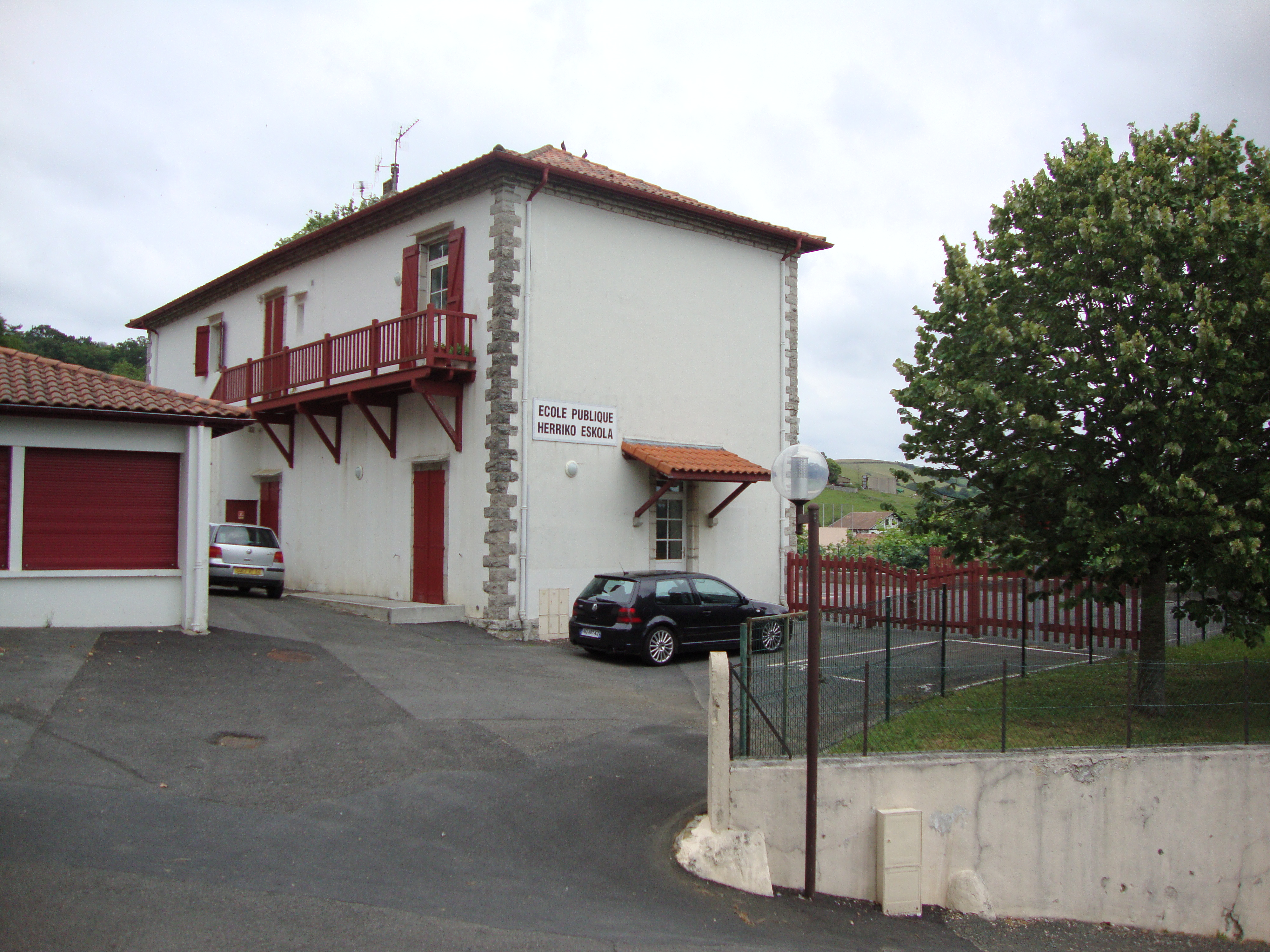
L'école primaire.
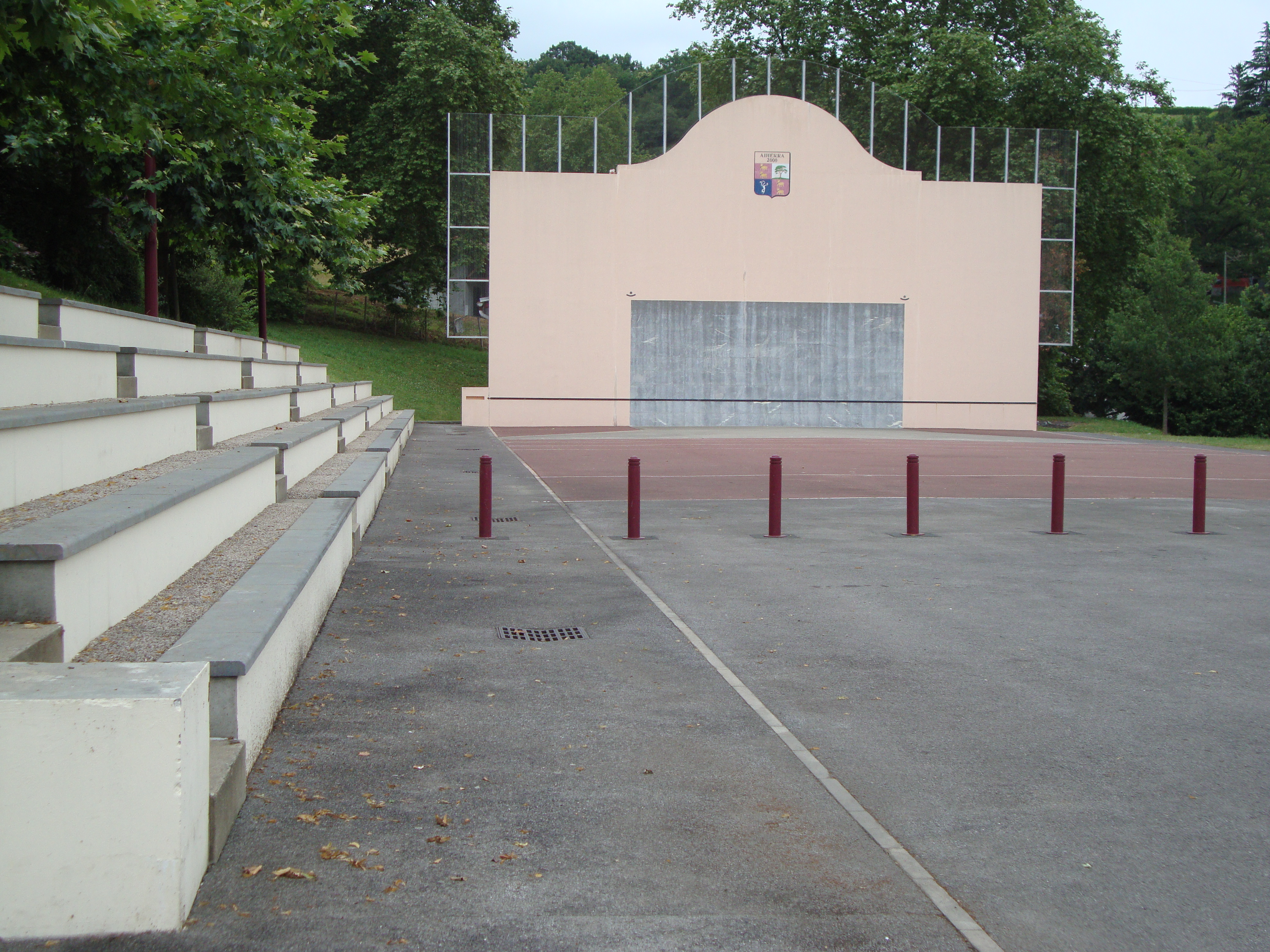
Le fronton.

#### Patrimoine civil

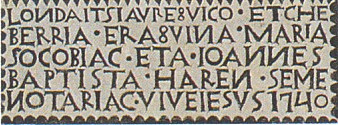
Atalburu de la maison Londaïtz.

Trois fortifications protohistoriques (l'Abarratea, 342 mètres, un gaztelu zahar à trois gradins), qui s’étendent également sur la commune d’Isturitz, témoignent de l’occupation ancienne de la zone. Elles sont inscrites aux monuments historiques depuis 1984.
Le château de Belzunce date des XIIIe, XIVe et XVIe siècles. Il fait l’objet d’une inscription aux monuments historiques depuis 1992.

#### Patrimoine religieux
L’église paroissiale Saint-Pierre date de la fin du Moyen Âge.

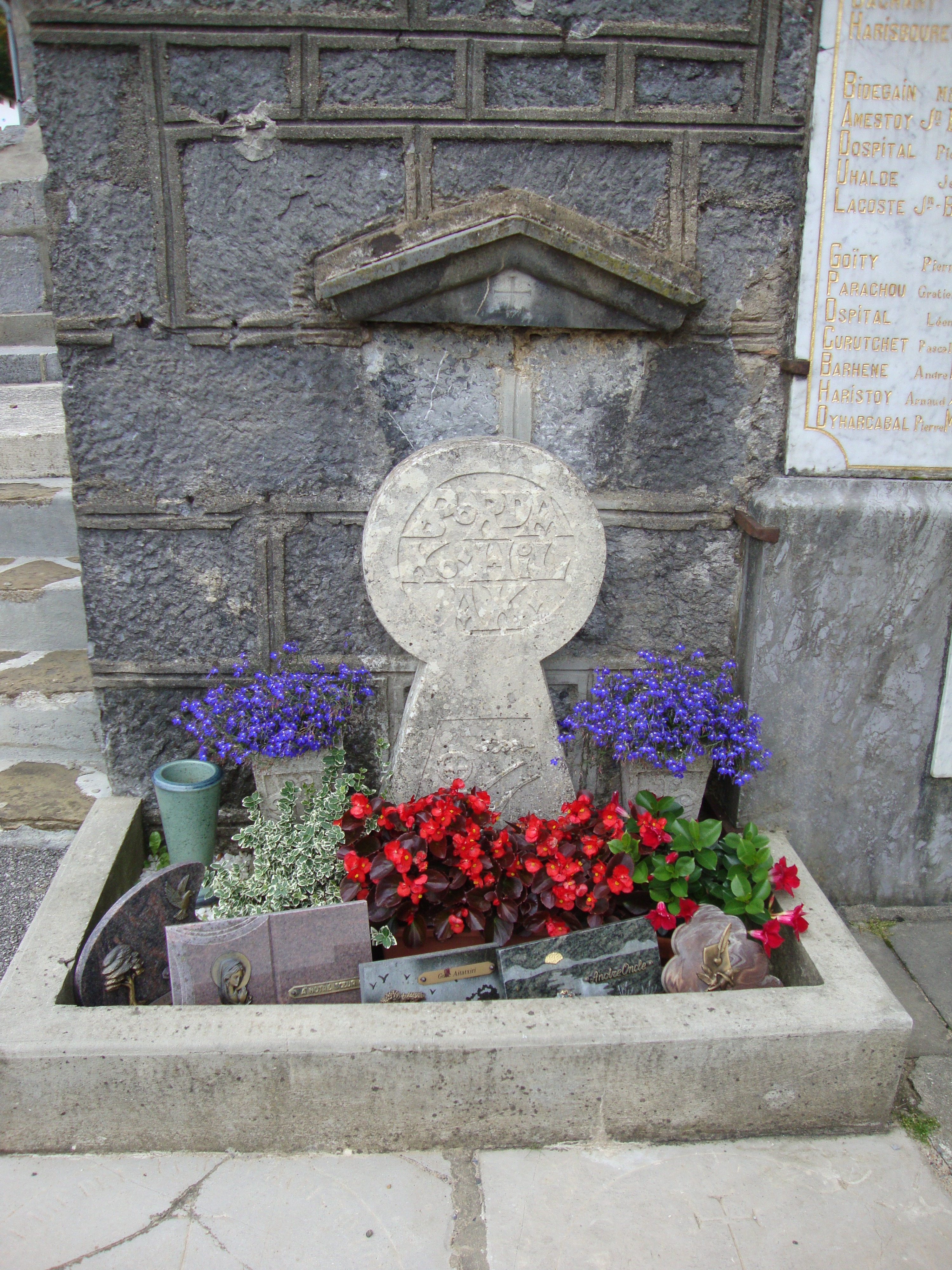
Monument aux morts.
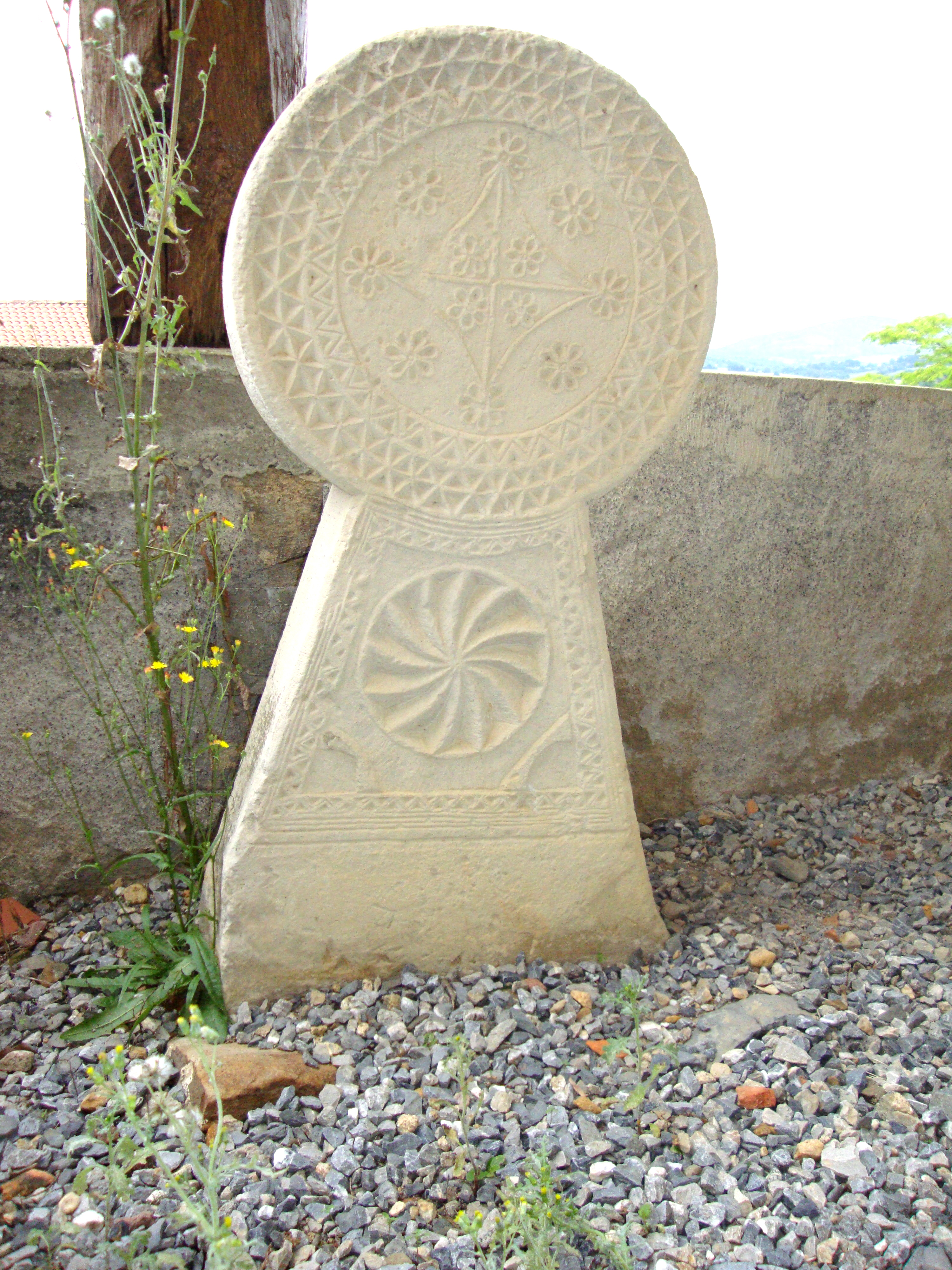
Une stèle discoïdale.
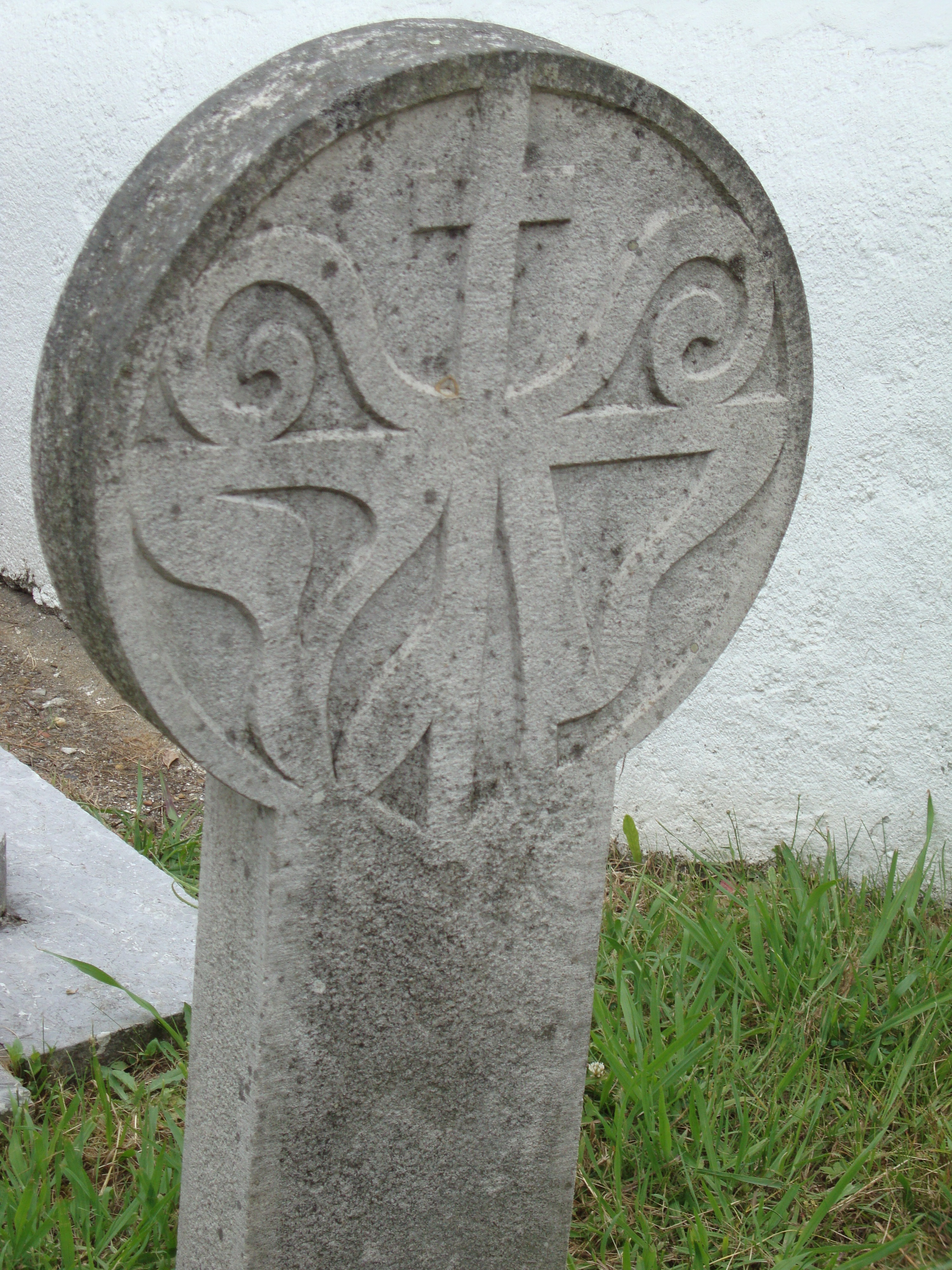
Stèle discoïdale.

### Personnalités liées à la commune
- Maison de Belzunce qui possédait le château de Belzunce[66]
- Émile Larre (1926-2015), est un prêtre, chroniqueur, bertsolari, écrivain et académicien basque français de langue basque. C'est un promoteur actif des traditions basques, et particulièrement attaché aux modes d'expression basque tels que le bertsolarisme et la pelote basque. Il fut curé d'Ayherre de 1969 à 1980.
- Thomas Ospital (1990 - ) musicien, compositeur, organiste, professeur d'orgue au C.N.S.M.D. de Paris, concertiste international, est né Ayherre. Il est co-titulaire du grand orgue de l'église Saint-Eustache de Paris depuis 2015

### Héraldique
| Blason | Blasonnement : Écartelé aux 1 et 4 de gueules à deux vaches passantes d'or rangées en pal, accornées, colletées et clarinées d'azur ; au 2 d'argent à un chêne arraché au naturel ; au 3 d'azur à l'hydre d'argent à trois têtes. Commentaires : Adopté en 2001 d'après les armes des seigneurs de Belzunce Ayerre. |

## Pour approfondir